# 2025 (nombre)
Pour l'année 2025, voir 2025.
2025 (deux mille vingt-cinq) est l'entier naturel qui suit 2024 et précède 2026 dans la suite croissante des entiers naturels.
Dans le système binaire, {\displaystyle 2025} s'écrit {\displaystyle 11111101001} ({\displaystyle 1024+512+256+128+64+32+8+1}), qu'on peut écrire {\displaystyle 111\,1110\,1001} pour une transcription directe dans le système hexadécimal : {\displaystyle 7{\text{E}}9_{16}}.
C'est un palindrome dans plusieurs bases : {\displaystyle 2025=515_{20}=99_{224}=55_{404}=33_{674}}.

## En mathématiques

### Propriétés générales
2025 est :
- un nombre impair[1]
- un nombre composé
- un nombre déficient[2]
- un nombre puissant[3]
- un nombre 19-gonal généralisé[4] ({\displaystyle 2025={\tfrac {1}{2}}n~{\big (}(k-2)n-(k-4){\big )}} avec {\displaystyle k=19,n=-15})
- un nombre octogonal centré (le {\displaystyle 23}-ième) comme tout carré impair ({\displaystyle 2025=1+8(1+2+\cdots +22)})
- le {\displaystyle 46}-ième carré parfait[5] et le carré d'un nombre composé[6] : {\displaystyle 2025=45^{2}={\binom {10}{2}}^{2}=\overbrace {1+3+5+\cdots +89} ^{45}}
- un palindrome multiplicatif : {\displaystyle 2025=3\times 3\times 5\times 5\times 3\times 3}
- le produit des diviseurs stricts de {\displaystyle 45} : {\displaystyle 1\times 3\times 5\times 9\times 15=2025}La somme des termes de cette table vaut {\displaystyle 2025}.

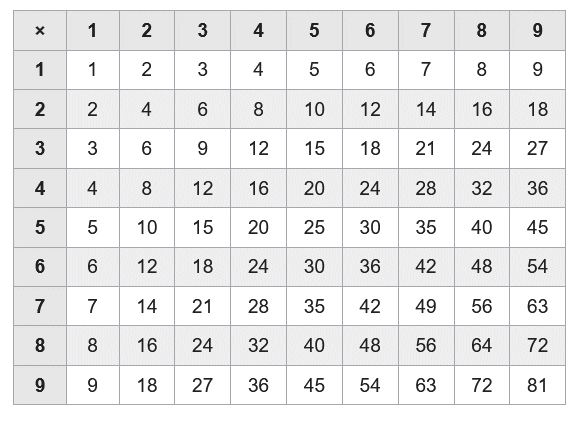
La somme des termes de cette table vaut.

- une somme de deux carrés non nuls {\displaystyle (27^{2}+36^{2}=2025)}, ceci d'une seule façon
- un produit de deux carrés {\displaystyle (5^{2}\cdot 9^{2}=2025)}
- une somme de trois carrés non nuls[7] ({\displaystyle 5^{2}+20^{2}+40^{2}=2025}  par exemple ; il y a neuf décompositions avec des carrés distincts[8] et deux avec des carrés non distincts[9])
- une somme de {\displaystyle 8} carrés dont {\displaystyle 6} consécutifs ({\displaystyle 1^{2}+13^{2}+15^{2}+16^{2}+17^{2}+18^{2}+19^{2}+20^{2}=2025})
- le carré du nombre triangulaire qu'est 45 qui est la somme des entiers de {\displaystyle 1} à {\displaystyle 9}[10] {\displaystyle ((1+2+3+4+5+6+7+8+9)^{2}=2025)}
  - Donc, par le théorème de Nicomaque la somme des cubes des entiers de {\displaystyle 1} à {\displaystyle 9}[11] {\displaystyle (1^{3}+2^{3}+3^{3}+4^{3}+5^{3}+6^{3}+7^{3}+8^{3}+9^{3}=2025)}
- la somme de tous les résultats de la table de multiplication des nombres de {\displaystyle 1} à {\displaystyle 9} {\displaystyle \left(\sum _{i=1}^{9}\sum _{j=1}^{9}ij=\left(\sum _{i=1}^{9}i\right)^{2}=2025\right)}
- le plus grand de deux nombres consécutifs divisibles par des cubes supérieurs à {\displaystyle 1}[12] ({\displaystyle 2024} est divisible par {\displaystyle 2^{3}=8})
- un nombre refactorisable car divisible par son nombre de diviseurs ({\displaystyle 15}) [13]
- le plus petit multiple de {\displaystyle 15} à avoir {\displaystyle 15} diviseurs[14]
- le plus petit entier naturel à avoir {\displaystyle 15} diviseurs impairs[14]
- Le nombre minimal de croisements conjecturé du graphe complet à {\displaystyle 21} sommets ({\displaystyle 2025={\frac {1}{4}}\left\lfloor {\frac {n}{2}}\right\rfloor \left\lfloor {\frac {n-1}{2}}\right\rfloor \left\lfloor {\frac {n-2}{2}}\right\rfloor \left\lfloor {\frac {n-3}{2}}\right\rfloor } pour {\displaystyle n=21})[15]

### Propriétés spécifiques à la base 10
2025 est :
- le plus petit carré débutant par la séquence {\displaystyle 20}[16]
- le carré de la somme de ses deux séquences de deux chiffres successives {\displaystyle \left((20+25)^{2}=2025\right)}, donc le carré d'un nombre de Kaprekar[17]
- un nombre harshad puisque divisible par {\displaystyle 2+0+2+5}, comme également {\displaystyle 2022,2023,2024}[18]
- un nombre fourchette car divisible par le nombre formé par ses chiffres extrêmes

## En sciences

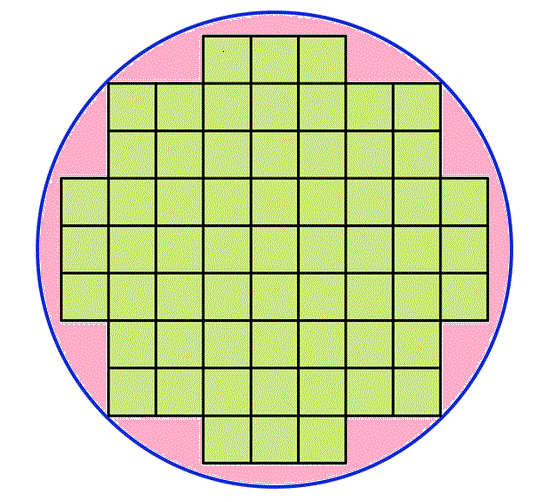
Disque pixelisé de rayon 5 possédant carrés.

### En informatique
2025 apparait dans une méthode de pixellisation d'un disque.
Si dans une grille constituée de carrés de côté 1 on trace un cercle de rayon 26 centré au centre d’un des carrés, ce cercle contient 2025 carrés. La formule générale du nombre de carrés pour un cercle de rayon {\displaystyle n} est {\displaystyle u_{n}=4\sum _{k=1}^{n-1}\left\lfloor {\sqrt {n^{2}-(k+{\tfrac {1}{2}})^{2})-{\tfrac {1}{2}}}}\right\rfloor +4n-3} ; voir la suite A373193 de l'OEIS.

### En astronomie
- 2025 Nortia  un astéroïde de la ceinture principale.
- L'objet NGC 2025  du Nouveau Catalogue Général  un amas ouvert de magnitude 10,94 dans la constellation du Plateau.